# Sommar vid Loire
Sommar vid Loire (originaltitel: Les Enfants du marais), fransk film från 1999, regisserad av Jean Becker. Filmen utspelar sig i Frankrike vid Loire under depressionen på 1930-talet och handlar om ett antal vanliga människor och deras liv. Filmen är baserad på en roman av Georges Montforez.

## Rollista
- Jacques Villeret - Riton
- Jacques Gamblin - Garriss
- André Dussollier - Amédée
- Michel Serrault - Pépé la Rainette
- Isabelle Carré - Marie
- Eric Cantona - Jo Sardi
- Suzanne Flon - Cri Cri som gammal